# Roxadustat
Roxadustat es un medicamento que está indicado en el tratamiento de pacientes adultos que presenten anemia causada por enfermedad renal crónica. Se administra por vía oral tres veces a la semana en forma de comprimidos.

## Mecanismo de acción
Provoca la inhibición reversible de la enzima prolil-hidroxilasa del factor inducible por hipoxia (HIF-PH), aumentando los niveles de eritropoyetina endógena plasmática (EPO) y estimulando la formación de glóbulos rojos (eritropoyesis). El resultado final es la mejora de la biodisponibilidad del hierro, aumento de la producción de hemoglobina y aumento del número de glóbulos rojos en la sangre.

## Efectos adversos
Los efectos adversos observados con más frecuencia son hipertensión arterial, trombosis, diarrea, edema periférico, elevación del nivel de calcio en sangre (hipercalemia) y náuseas. Los efectos secundarios graves son sepsis, trombosis de fístula arteriovenosa, hipercalcemia y trombosis venosa profunda.

## Deporte
El código mundial antidopaje estándar 
internacional de 2023 prohíbe a los deportistas que participen en competición el uso de roxadustat.